# غجيغوج لاتو
غجيغوج لاتو (بالبولندية: Grzegorz Lato) لاعب كرة قدم بولندي سابق من مواليد 8 أبريل1950، كان هداف كأس العالم لكرة القدم 1974 برصيد سبعة أهداف.

## مسيرته الكروية
لعب لنادي ستال ميليتس البولندي معظم حياته الرياضية حيث لعب معه 272 مباراة وسجل خلاله 111 هدف. يعتبر جرازيجرو لاتو من أشهر لاعبين منتخب بولندا لكرة القدم وهدافهم الأول. لعب في مركز الجناح الأيمن، وامتاز بالسرعة والمهارة بالتهديف. أحد أعضاء المنتخب البولندي الشهير الذي ألحق الهزائم بأشهر المنتخبات العالمية وأطاح بها خارج البطولات. كان هداف كأس العالم 1974 بسبعة أهداف وفاز بنفس السنة بجائزة الحذاء الذهبي.

## مسيرته مع كأس العالم
شارك مع المنتخب البولندي في نهائيات كأس العالم 3 مرات. في عام 1974 في ألمانيا وحقق المنتخب البولندي نتائج قوية وفاز بالمركز الثالث وفي عام 1978 في الأرجنتين وثم في نهائيات عام 1982 بأسبانيا وفاز المنتخب البولندي بالميدالية البرونزية والمركز الثالث للمرة الثانية. لعب مع المنتخب البولندي 20 مباراة في 3 نائيات لكأس العالم وسجل فيها 10 أهداف.

## اعتزاله
لعب لمنتخب بولندا 95 مباراة دولية سجل خلالها 42 هدفا. هاجر إلى كندا وأنهى حياته الرياضية محترفا في أحد الأندية الكندية.